# 山湾子水库
山湾子水库是中国内蒙古自治区赤峰市敖汉旗境内的一座水库，位于教来河上，建于1976年。水库正常库容为500万立方米，集雨面积为690平方千米，海拔为524米。